# Deutsche Zustände
Deutsche Zustände ist der Titel einer kontinuierlich über 10 Jahre hinweg durchgeführten Langzeitstudie über den Zusammenhang zwischen sozialen und ökonomischen Verhältnissen und der Entwicklung von Vorurteilen gegenüber gesellschaftlichen Minderheiten in Deutschland. Die jährlich im Suhrkamp-Verlag veröffentlichten Bände enthalten vornehmlich statistische Analysen, aber auch Essays und Interviews zum Thema. Begleitend erschienen Beiträge in Zeitungen, die die Ergebnisse zusammenfassten und einer breiteren Öffentlichkeit zugänglich machten (Die Zeit, Süddeutsche Zeitung, Der Spiegel).
Die Langzeitstudie wurde von einer Forschungsgruppe des Instituts für interdisziplinäre Konflikt- und Gewaltforschung der Universität Bielefeld unter Leitung des Pädagogikprofessors Wilhelm Heitmeyer zwischen 2002 und 2011 durchgeführt.
Seit 2018 erscheint im Suhrkamp-Verlag eine Nachfolgereihe unter dem Titel Signaturen der Bedrohung.

## Ausgaben
- Deutsche Zustände. Folge 1. Suhrkamp, Frankfurt a. M. 2002, ISBN 3-518-12290-8.
- Deutsche Zustände. Folge 2. Suhrkamp, Frankfurt a. M. 2003, ISBN 3-518-12332-7.
- Deutsche Zustände. Folge 3. Suhrkamp, Frankfurt a. M. 2004, ISBN 3-518-12388-2.
- Deutsche Zustände. Folge 4. Suhrkamp, Frankfurt a. M. 2005, ISBN 3-518-12454-4.
- Deutsche Zustände. Folge 5. Suhrkamp, Frankfurt a. M. 2006, ISBN 3-518-12484-6.
- Deutsche Zustände. Folge 6. Suhrkamp, Frankfurt a. M. 2007, ISBN 978-3-518-12525-0.
- Deutsche Zustände. Folge 7. Suhrkamp, Frankfurt a. M. 2008, ISBN 978-3-518-12552-6.
- Deutsche Zustände. Folge 8. Suhrkamp, Frankfurt a. M. 2009, ISBN 978-3-518-12602-8.
- Deutsche Zustände. Folge 9. Suhrkamp, Frankfurt a. M. 2010, ISBN 978-3-518-12616-5.
- Deutsche Zustände. Folge 10. Suhrkamp, Frankfurt a. M. 2011, ISBN 978-3-518-12647-9.